# Sef Pijpers sr.
Sef Pijpers sr. (Beek (Limburg), 30 januari 1929 – Veghel, 27 april 2023) was een Nederlands dirigent, muziekpedagoog en hoornist.

## Levensloop
Sef Pijpers werd in de harmoniezaal in Beek (Limburg) geboren. Al op jeugdige leeftijd kwam hij door middel van dansorkesten in aanraking met muziek. Na in diverse orkesten als gastmuzikant te hebben gespeeld ging hij studeren aan het toenmalige muzieklyceum te Maastricht. Hoofdvakken waren hoorn en solozang. De harmonie van Beek was de eerste muziekvereniging waarvan Pijpers de leiding op zich nam.
Na zijn studie werd hij van 1950 tot 1979 hoornist bij het Brabants Orkest en hij trad ook solistisch op als basbariton. Daarnaast werkte hij veel freelance, niet alleen als hoornist, maar ook als dirigent. Zijn dirigentenopleiding kreeg hij goeddeels in een cursus die door de Nederlandse Radio Unie, de voorloper van de Nederlandse Omroep Stichting georganiseerd werd. Daar studeerde Pijpers bij de Amerikaan Dean Dixon en de Italiaan Franco Ferrara.
Hij trad meermalen op als gastdirigent bij Het Brabants Orkest, Het Gelders Orkest, het Noordhollands Philharmonisch Orkest en het Limburgs Symfonie Orkest. In de jaren 70 introduceerde hij het begrip Promsconcerten in Nederland. Met Het Brabants Orkest gaf hij concerten met als gasten Trio Louis van Dijk, de popgroepen Focus en Ekseption en kleinkunstartiesten als Cox en Halsema, Jasperina de Jong en Conny Stuart.
Maar hij verwierf echter vooral faam als dirigent van harmonie- en fanfareorkesten Hij was o.a. dirigent van de Koninklijke Harmonie van Thorn (1959-1963 en 1971-1984), Harmonie "St. Petrus en Paulus", Wolder, Maastricht, de Muziekvereniging "Wilhelmina", Glanerbrug (1984-1991), Fanfare St. Joseph in Meers, het Harmonieorkest van het Conservatorium Maastricht en Koninklijke Harmonie "Lentekrans", Linne (1993-2002). Met veel van zijn orkesten behaalde bij grote nationale en internationale titels onder meer op de wedstrijden van het Wereld Muziek Concours (WMC) te Kerkrade en het Certámen Internacional de Bandas de Música Ciudad de Valencia.
Als hoofdvakdocent Ha-Fa directie is hij werkzaam geweest aan het Conservatorium Maastricht en het Conservatorium van Enschede. Veel van zijn leerlingen zoals Fried Dobbelstein en Frenk Rouschop kunnen inmiddels zelf bogen op een grote carrière als hafa-dirigent.
Hoewel hij met zijn orkesten ook vaak bewerkingen speelde is Sef Pijpers altijd een voorstander geweest van goede originele blaasmuziek. Regelmatig verzorgde hij (Nederlandse) premières van nieuwe werken en veel componisten hebben werken voor hem geschreven of aan hem opgedragen.
Voor zijn grote verdiensten voor de blaasmuziek werd hij onder meer onderscheiden met de Prijs Nederlandse Blaasmuziek in 1987 en als Ridder in de Orde van Oranje-Nassau. Ook werd hij in 2011 benoemd tot Persoon van Verdienste van de Vereniging Vrienden van het Wereld Muziek Concours (WMC).
Nadat hij in de jaren 2005 tot en met 2007 nog met het Brabants Harmonie Orkest, Andels Fanfare Corps en Symphonic Impulse heeft gewerkt, heeft hij zijn werkzaamheden als dirigent helemaal beëindigd.
Sef Pijpers sr. overleed in 2023 op 94-jarige leeftijd bij Amaliazorg Van Haarenstaete in Mariaheide.
- MusicBrainz: 46d8d918-57fb-400b-8e75-664687d1d1e2